# Laura Groeseneken
Laura Groeseneken, född 30 april 1990 i Leuven, även känd som SENNEK, är en belgisk sångerska och låtskrivare. Hon representerade Belgien i Eurovision Song Contest 2018 i Lissabon.
Groeseneken har spelat keyboard för Ozark Henry när han har uppträtt på Rock Werchter. Till vardags jobbar hon både för Ikea och som röstcoach i sin hemstad. Hon har även skrivit musik till bandet Hooverphonic tillsammans med Alex Callier.